# 水色ガールフレンド
「水色ガールフレンド」（みずいろガールフレンド）は、日本のバンドPlastic Treeの14枚目のシングルである。2003年10月1日発売。発売元はユニバーサルミュージック。

## 概要
- カップリングの「lilac」においてメンバーのナカヤマアキラが初の作詞・作曲を手がけた。
- PV監督は近藤廣行。

## 収録曲
1. 水色ガールフレンド[4:01]
作詞・作曲：有村竜太朗／編曲：亀田誠治・Plastic Tree
2. lilac[5:05]
作詞・作曲：ナカヤマアキラ／編曲：Plastic Tree

## 収録アルバム

### 水色ガールフレンド
- オリジナル『シロクロニクル』（2003年10月22日）
- ベスト『Best Album 白盤』（2005年10月26日）
- ベスト『ALL TIME THE BEST』（2010年7月7日）

### lilac
- ベスト『Best Album 黒盤』（2005年10月26日）
- ベスト『B面画報』（2007年9月5日）
- ベスト『ALL TIME THE BEST』（2010年7月7日）